# 13620 Мойнган
13620 Мойнган (13620 Moynahan) — астероїд головного поясу, відкритий 23 березня 1995 року.
Тіссеранів параметр щодо Юпітера — 3,186.